# Amphoropsyche refugia
Amphoropsyche refugia är en nattsländeart som beskrevs av Ralph W. Holzenthal 1985. Amphoropsyche refugia ingår i släktet Amphoropsyche och familjen långhornssländor. Inga underarter finns listade i Catalogue of Life.